# Liga MX (Apertura 2014)
Liga MX 2014/2015 (Apertura) – 92. edycja rozgrywek najwyższej w hierarchii ligi piłkarskiej w Meksyku (37. edycja licząc od wprowadzenia półrocznych sezonów). Rozgrywki odbyły się jesienią; pierwszy mecz rozegrano 18 lipca, zaś ostatni (finał) 14 grudnia. Toczone były systemem ligowo pucharowym – najpierw wszystkie osiemnaście zespołów rywalizowało ze sobą podczas regularnego sezonu, a po jego zakończeniu osiem najlepszych drużyn zakwalifikowało się do fazy play-off, która wyłoniła mistrza kraju.
Mistrzostwo Meksyku (dwunaste w swojej historii) zdobył Club América; dzięki temu samodzielnie objął prowadzenie w klasyfikacji zespołów z największą liczbą mistrzostw (dotychczas wspólnie z Chivas de Guadalajara posiadał jedenaście). Tytułu mistrzowskiego bronił Club León. W roli beniaminka wystąpiła drużyna Universidad de Guadalajara. Tytułem króla strzelców sezonu podzielili się natomiast Argentyńczyk Mauro Boselli z zespołu Club León i Brazylijczyk Camilo Sanvezzo z Querétaro FC z dwunastoma golami na koncie.
Do rozgrywek Ligi Mistrzów CONCACAF 2015/2016 zakwalifikował się automatycznie mistrz i wicemistrz kraju (Club América i Tigres UANL). Do rozgrywek Copa Libertadores 2015 awansowały natomiast dwie najlepsze drużyny regularnego sezonu niebiorące udziału w Lidze Mistrzów CONCACAF 2014/2015 (Tigres UANL i Club Atlas), a także zdobywca Supercopa MX (Monarcas Morelia).

## Kluby

### Stadiony i lokalizacje
| Klub                       | Miasto           | Stan             | Stadion                        | Pojemność | Zdjęcie |
| -------------------------- | ---------------- | ---------------- | ------------------------------ | --------- | ------- |
| Club América               | m. Meksyk        | Distrito Federal | Estadio Azteca                 | 105 064   |         |
| Atlas                      | Guadalajara      | Jalisco          | Estadio Jalisco                | 63 163    |         |
| Chiapas                    | Tuxtla Gutiérrez | Chiapas          | Estadio Víctor Manuel Reyna    | 31 500    |         |
| Cruz Azul                  | m. Meksyk        | Distrito Federal | Estadio Azul                   | 35 161    |         |
| Guadalajara                | Guadalajara      | Jalisco          | Estadio Omnilife               | 49 850    |         |
| León                       | León             | Guanajuato       | Estadio León                   | 27 000    |         |
| Monterrey                  | Monterrey        | Nuevo León       | Estadio Tecnológico            | 36 485    |         |
| Morelia                    | Morelia          | Michoacán        | Estadio Morelos                | 35 869    |         |
| Pachuca                    | Pachuca          | Hidalgo          | Estadio Hidalgo                | 30 000    |         |
| Puebla                     | Puebla           | Puebla           | Estadio Cuauhtémoc             | 42 649    |         |
| Pumas UNAM                 | m. Meksyk        | Distrito Federal | Estadio Olímpico Universitario | 68 954    |         |
| Querétaro                  | Querétaro        | Querétaro        | Estadio Corregidora            | 35 575    |         |
| Santos Laguna              | Torreón          | Coahuila         | Estadio Corona                 | 30 000    |         |
| Tigres UANL                | Monterrey        | Nuevo León       | Estadio Universitario          | 45 000    |         |
| Tijuana                    | Tijuana          | Kalifornia Dolna | Estadio Caliente               | 33 333    |         |
| Toluca                     | Toluca           | Meksyk           | Estadio Nemesio Díez           | 26 000    |         |
| Universidad de Guadalajara | Guadalajara      | Jalisco          | Estadio Jalisco                | 63 163    |         |
| Veracruz                   | Veracruz         | Veracruz         | Estadio Luis „Pirata” Fuente   | 30 000    |         |

### Trenerzy, kapitanowie, sponsorzy
| Klub                       | Trener             | Trener               | Kapitan               | . | Sponsor techniczny | Sponsor na koszulce |
| -------------------------- | ------------------ | -------------------- | --------------------- | - | ------------------ | ------------------- |
| Club América               | Antonio Mohamed    | od 10 grudnia 2013   | Miguel Layún          | . | Nike               | Bimbo               |
| Atlas                      | Tomás Boy          | od 6 grudnia 2013    | Rodrigo Millar        | . | Puma               | Bridgestone         |
| Chiapas                    | Sergio Bueno       | od 5 czerwca 2013    | Javier Muñoz Mustafá  | . | Pirma              | Chiapas             |
| Cruz Azul                  | Luis Fernando Tena | od 10 grudnia 2013   | Gerardo Torrado       | . | Under Armour       | Cemento Cruz Azul   |
| Guadalajara                | Carlos Bustos      | od 11 maja 2014      | Omar Bravo            | . | Adidas             | Bimbo               |
| León                       | Gustavo Matosas    | od 20 sierpnia 2011  | José Juan Vázquez     | . | Pirma              | Telcel              |
| Monterrey                  | Carlos Barra       | od 18 lutego 2014    | Humberto Suazo        | . | Puma               | Bimbo               |
| Morelia                    | Ángel Comizzo      | od 9 marca 2014      | Carlos Adrián Morales | . | Joma               | Bridgestone         |
| Pachuca                    | Enrique Meza       | od 4 września 2013   | Óscar Pérez           | . | Nike               | Cementos Fortaleza  |
| Puebla                     | Rubén Omar Romano  | od 13 sierpnia 2013  | Luis Miguel Noriega   | . | Kappa              | EA Sports           |
| Pumas UNAM                 | José Luis Trejo    | od 4 września 2013   | Darío Verón           | . | Nike               | Banamex             |
| Querétaro                  | Ignacio Ambríz     | od 4 lutego 2013     | Miguel Ángel Martínez | . | Pirma              | Banco Multiva       |
| Santos Laguna              | Pedro Caixinha     | od 20 listopada 2012 | Oswaldo Sánchez       | . | Puma               | Soriana             |
| Tigres UANL                | Ricardo Ferretti   | od 19 maja 2010      | Juninho               | . | Adidas             | Cemex               |
| Tijuana                    | César Farías       | od 3 grudnia 2013    | Javier Gandolfi       | . | Nike               | Caliente            |
| Toluca                     | José Cardozo       | od 7 maja 2013       | Paulo da Silva        | . | Under Armour       | Banamex             |
| Universidad de Guadalajara | Luis Alfonso Sosa  | od 1 grudnia 2011    | Leandro Cufré         | . | Lotto              | Electrolit          |
| Veracruz                   | Cristóbal Ortega   | od 27 maja 2014      | Oscar Mascorro        | . | Kappa              | Winpot Casino       |

### Zmiany trenerów
| Klub             | Były trener            | Data odejścia       | Powód odejścia           | Nowy trener             | Data zatrudnienia   |
| ---------------- | ---------------------- | ------------------- | ------------------------ | ----------------------- | ------------------- |
| Przed sezonem    |                        |                     |                          |                         |                     |
| Guadalajara      | Ricardo La Volpe       | 30 kwietnia 2014    | Zwolnienie dyscyplinarne | Carlos Bustos           | 11 maja 2014        |
| Veracruz         | José Luis Sánchez Solá | 26 maja 2014        | Zwolnienie               | Cristóbal Ortega        | 27 maja 2014        |
| W trakcie sezonu |                        |                     |                          |                         |                     |
| Pumas UNAM       | José Luis Trejo        | 15 sierpnia 2014    | Zwolnienie               | Guillermo Vázquez       | 18 sierpnia 2014    |
| Puebla           | Rubén Omar Romano      | 24 sierpnia 2014    | Zwolnienie               | José Luis Sánchez Solá  | 25 sierpnia 2014    |
| Tijuana          | César Farías           | 31 sierpnia 2014    | Zwolnienie               | Daniel Guzmán           | 1 września 2014     |
| Morelia          | Ángel Comizzo          | 3 września 2014     | Zwolnienie               | José Guadalupe Cruz     | 3 września 2014     |
| Guadalajara      | Carlos Bustos          | 2 października 2014 | Rezygnacja               | Ramón Morales           | 3 października 2014 |
| Guadalajara      | Ramón Morales          | 7 października 2014 | Trener tymczasowy        | José Manuel de la Torre | 7 października 2014 |
| Veracruz         | Cristóbal Ortega       | 10 listopada 2014   | Zwolnienie               | Carlos Reinoso          | 10 listopada 2014   |

## Regularny sezon

### Tabela
| Lp | Drużyna                    | M  | Z | R  | P  | Bramki | Bramki | +/– | Pkt | Uwagi                    | Kwalifikacja           | Kwalifikacja      |
| -- | -------------------------- | -- | - | -- | -- | ------ | ------ | --- | --- | ------------------------ | ---------------------- | ----------------- |
| 1  | Club América               | 17 | 9 | 4  | 4  | 28     | 18     | +10 | 31  | Wejście do fazy play-off | Liga Mistrzów CONCACAF |                   |
| 2  | Tigres UANL                | 17 | 8 | 7  | 2  | 25     | 17     | +8  | 31  | Wejście do fazy play-off | Liga Mistrzów CONCACAF | Copa Libertadores |
| 3  | Atlas                      | 17 | 9 | 4  | 4  | 22     | 20     | +2  | 31  | Wejście do fazy play-off | Copa Libertadores      |                   |
| 4  | Toluca                     | 17 | 8 | 5  | 4  | 24     | 18     | +6  | 29  | Wejście do fazy play-off |                        |                   |
| 5  | Chiapas                    | 17 | 7 | 7  | 3  | 24     | 20     | +4  | 28  | Wejście do fazy play-off |                        |                   |
| 6  | Monterrey                  | 17 | 8 | 3  | 6  | 23     | 20     | +3  | 27  | Wejście do fazy play-off |                        |                   |
| 7  | Pachuca                    | 17 | 7 | 4  | 6  | 20     | 18     | +2  | 25  | Wejście do fazy play-off |                        |                   |
| 8  | Pumas UNAM                 | 17 | 6 | 6  | 5  | 24     | 20     | +4  | 24  | Wejście do fazy play-off |                        |                   |
| 9  | Santos Laguna              | 17 | 5 | 8  | 4  | 23     | 24     | –1  | 23  |                          |                        |                   |
| 10 | León                       | 17 | 7 | 1  | 9  | 29     | 27     | +2  | 22  |                          |                        |                   |
| 11 | Tijuana                    | 17 | 4 | 9  | 4  | 21     | 19     | +2  | 21  |                          |                        |                   |
| 12 | Querétaro                  | 17 | 6 | 3  | 8  | 23     | 22     | +1  | 21  |                          |                        |                   |
| 13 | Cruz Azul                  | 17 | 5 | 6  | 6  | 16     | 15     | +1  | 21  |                          |                        |                   |
| 14 | Universidad de Guadalajara | 17 | 3 | 8  | 6  | 10     | 16     | –6  | 17  |                          |                        |                   |
| 15 | Puebla                     | 17 | 2 | 10 | 5  | 15     | 21     | –6  | 16  |                          |                        |                   |
| 16 | Guadalajara                | 17 | 3 | 7  | 7  | 13     | 20     | –7  | 16  |                          |                        |                   |
| 17 | Veracruz                   | 17 | 3 | 6  | 8  | 8      | 15     | –7  | 15  |                          |                        |                   |
| 18 | Morelia                    | 17 | 2 | 4  | 11 | 16     | 34     | –18 | 10  | Copa Libertadores¹       |                        |                   |

Źródło: MedioTiempo (hiszp.)
Zasady ustalania kolejności: 1. liczba zdobytych punktów w całym cyklu rozgrywek; 2. różnica bramek w całym cyklu rozgrywek; 3. liczba zdobytych bramek w całym cyklu rozgrywek; 4. liczba punktów zdobyta w meczach bezpośrednich; 5. liczba zdobytych bramek w meczach wyjazdowych w całym cyklu rozgrywek; 6. wyższe miejsce w tabeli spadkowej; 7. wyższe miejsce w klasyfikacji Fair Play.
Objaśnienia:
¹Morelia zapewniła sobie występy w Copa Libertadores dzięki zdobyciu superpucharu kraju (Supercopa MX).

### Miejsca po danych kolejkach
| Drużyna/ Kolejka           | 1            | 2  | 3   | 4   | 5   | 6   | 7  | 8   | 9   | 10  | 11  | 12  | 13  | 14  | 15  | 16  | 17 |   |
| -------------------------- | ------------ | -- | --- | --- | --- | --- | -- | --- | --- | --- | --- | --- | --- | --- | --- | --- | -- | - |
| Drużyna/ Kolejka           | Club América | 3  | 2   | 1   | 1   | 1   | 1  | 1   | 1   | 1   | 1   | 1   | 1   | 1   | 1   | 1   | 1  | 1 |
| Tigres UANL                | 11           | 3  | 5   | 7   | 9   | 6   | 9  | 3   | 7   | 5   | 5   | 5   | 4   | 4   | 3   | 3   | 2  |   |
| Atlas                      | 12           | 4  | 2   | 2   | 2   | 3   | 3  | 4   | 2   | 3   | 3   | 2   | 3   | 2   | 4   | 4   | 3  |   |
| Toluca                     | 9            | 13 | 8   | 9   | 5   | 8   | 7  | 5   | 3   | 4   | 4   | 4   | 2   | 3   | 2   | 2   | 4  |   |
| Chiapas                    | 7            | 5  | 9   | 5   | 7   | 9   | 6  | 7   | 8   | 8   | 10  | 11  | 7   | 6   | 6   | 5   | 5  |   |
| Monterrey                  | 2            | 1  | 3   | 4   | 3   | 2   | 2  | 2*  | 4*  | 2*  | 2*  | 3*  | 5*  | 5*  | 5*  | 6*  | 6  |   |
| Pachuca                    | 5            | 10 | 13  | 6   | 11  | 7   | 5  | 6   | 9   | 9   | 7   | 6   | 6   | 7   | 7   | 8   | 7  |   |
| Pumas UNAM                 | 1            | 9  | 12  | 15  | 16  | 16  | 12 | 13  | 11  | 9   | 10  | 9   | 11  | 13  | 12  | 11  | 8  |   |
| Santos Laguna              | 4            | 6  | 6   | 8   | 6   | 4   | 4  | 3   | 5   | 7   | 6   | 7   | 8   | 11  | 10  | 9   | 9  |   |
| León                       | 13           | 17 | 11  | 14  | 8   | 12  | 15 | 16  | 13  | 16  | 16  | 13  | 13  | 10  | 8   | 7   | 10 |   |
| Tijuana                    | 15           | 16 | 16  | 16  | 12  | 13  | 13 | 14  | 10  | 12  | 12  | 12  | 9   | 12  | 13  | 13  | 11 |   |
| Querétaro                  | 18           | 11 | 4   | 3   | 4   | 5   | 8  | 8   | 6   | 6   | 8   | 9   | 12  | 9   | 11  | 10  | 12 |   |
| Cruz Azul                  | 14           | 12 | 14  | 11  | 13  | 10  | 10 | 11  | 14  | 11  | 11  | 8   | 10  | 8   | 9   | 12  | 13 |   |
| Universidad de Guadalajara | 17           | 18 | 18* | 18* | 18* | 17* | 17 | 17  | 17  | 17  | 17  | 17  | 16  | 16  | 16  | 14  | 14 |   |
| Puebla                     | 6            | 8  | 10  | 13  | 14  | 15  | 11 | 12  | 12  | 14  | 14  | 14  | 15  | 15  | 15  | 15  | 15 |   |
| Guadalajara                | 8            | 7  | 7*  | 12* | 15* | 14* | 16 | 10* | 15* | 15* | 15* | 16* | 17* | 17* | 17* | 17* | 16 |   |
| Veracruz                   | 16           | 14 | 15  | 10  | 10  | 11  | 14 | 15  | 16  | 13  | 13  | 15  | 14  | 14  | 14  | 16  | 17 |   |
| Morelia                    | 10           | 15 | 17  | 17  | 17  | 18  | 18 | 18  | 18  | 18  | 18  | 18  | 18  | 18  | 18  | 18  | 18 |   |

Objaśnienia:
- * – z jednym zaległym spotkaniem

### Wyniki
| - 1. kolejka: 18–20 lipca 2014 - 2. kolejka: 25–27 lipca 2014 - 3. kolejka: 1–3 sierpnia 2014 - 4. kolejka: 8–10 sierpnia 2014 - 5. kolejka: 14–17 sierpnia 2014 - 6. kolejka: 22–24 sierpnia 2014 - 7. kolejka: 29–31 sierpnia 2014 - 8. kolejka: 12–14 września 2014 - 9. kolejka: 19–21 września 2014 | - 10. kolejka: 26–28 września 2014 - 11. kolejka: 30 września – 2 października 2014 - 12. kolejka: 3–5 października 2014 - 13. kolejka: 17–19 października 2014 - 14. kolejka: 24–26 października 2014 - 15. kolejka: 31 października – 2 listopada 2014 - 16. kolejka: 7–9 listopada 2014 - 17. kolejka: 21–23 listopada 2014 | Zaległe spotkania: - 3. kolejka: 7 września 2014 - 8. kolejka: 15 listopada 2014 |

| Gospodarz / Gość¹          | AME | ATS | CHI | CAZ | GUA | LEO | MTY | MOR | PAC | PUE | PUM | QRO | SAN | TIG | TIJ | TOL | UDG | VER |
| Club América               |     | 1:2 |     |     | 0:0 |     | 2:0 | 3:2 | 2:1 |     | 0:1 |     |     |     | 2:1 |     |     | 2:0 |
| Atlas                      |     |     | 4:2 | 2:1 |     |     |     |     |     | 2:1 |     | 2:1 | 1:1 | 0:0 | 1:1 | 0:2 | 1:0 |     |
| Chiapas                    | 0:0 |     |     | 0:0 |     | 3:2 |     | 1:1 |     |     |     | 2:1 | 2:0 |     |     | 2:1 | 1:1 |     |
| Cruz Azul                  | 4:0 |     |     |     |     | 1:0 |     | 3:1 | 0:1 | 1:0 | 0:2 | 2:1 |     |     |     | 1:2 |     | 0:0 |
| Guadalajara                |     | 0:1 | 1:1 | 0:0 |     |     |     |     |     | 0:0 |     | 1:4 | 0:1 | 0:0 | 3:3 |     | 3:0 |     |
| León                       | 1:2 | 4:0 |     |     | 2:1 |     | 1:3 | 4:0 | 1:2 | 0:0 | 2:1 |     |     |     |     |     |     | 3:1 |
| Monterrey                  |     | 2:1 | 1:2 | 3:1 | 1:0 |     |     |     |     | 1:0 |     |     | 0:0 | 2:2 | 1:1 |     | 3:1 |     |
| Morelia                    |     | 0:2 |     |     | 1:2 |     | 2:1 |     | 0:1 |     | 2:3 |     |     | 1:5 | 0:0 |     |     | 0:1 |
| Pachuca                    |     | 3:1 | 2:0 |     | 3:0 |     | 0:1 |     |     |     |     |     |     | 2:3 | 1:1 |     | 0:0 | 1:0 |
| Puebla                     | 0:4 |     | 1:1 |     |     |     |     | 3:2 | 1:1 |     | 1:2 |     | 3:3 | 1:1 |     |     | 1:1 | 0:0 |
| Pumas UNAM                 |     | 0:1 | 2:2 |     | 0:1 |     | 4:2 |     | 1:1 |     |     |     |     | 2:2 | 1:1 |     |     | 0:0 |
| Querétaro                  | 3:2 |     |     |     |     | 1:2 | 0:1 | 2:0 | 2:0 | 1:1 | 1:3 |     |     |     |     | 1:1 |     | 0:0 |
| Santos Laguna              | 1:4 |     |     | 1:1 |     | 2:0 |     | 2:2 | 2:1 |     | 1:1 | 2:3 |     |     |     | 3:0 |     |     |
| Tigres UANL                | 0:2 |     | 0:2 | 1:0 |     | 4:2 |     |     |     |     |     | 1:0 | 1:1 |     |     | 2:1 | 1:0 |     |
| Tijuana                    |     |     | 2:1 | 0:0 |     | 3:2 |     |     |     | 0:1 |     | 2:1 | 4:1 | 1:1 |     | 0:1 | 1:1 |     |
| Toluca                     | 2:2 |     |     |     | 3:1 | 2:3 | 1:0 | 0:0 | 3:0 | 1:1 | 2:1 |     |     |     |     |     |     | 2:1 |
| Universidad de Guadalajara | 0:0 |     |     | 1:1 |     | 1:0 |     | 1:2 |     |     | 1:0 | 0:1 | 1:1 |     |     | 0:0 |     |     |
| Veracruz                   |     | 1:1 | 1:2 |     | 0:0 |     | 2:1 |     |     |     |     |     | 0:1 | 0:1 | 1:0 |     | 0:1 |     |

Objaśnienia:
¹ Drużyna gospodarzy jest wymieniona po lewej stronie tabeli.
Kolory: niebieski – zwycięstwo gospodarzy, żółty – remis, różowy – zwycięstwo gości

## Faza play-off

### Drabinka
|  | Ćwierćfinały | Ćwierćfinały | Ćwierćfinały | Ćwierćfinały | Ćwierćfinały |   |   | Półfinały    | Półfinały | Półfinały | Półfinały | Półfinały |  |  | Finał | Finał        | Finał | Finał | Finał |
|  |              |              |              |              |              |   |   |              |           |           |           |           |  |  |       |              |       |       |       |
|  | 1            | Club América | 0            | 1            | 1            |   |   |              |           |           |           |           |  |  |       |              |       |       |       |
|  | 8            | Pumas UNAM   | 1            | 0            | 1            |   |   |              |           |           |           |           |  |  |       |              |       |       |       |
|  | 8            | Pumas UNAM   | 1            | 0            | 1            |   |   | Club América | 3         | 0         | 3         |           |  |  |       |              |       |       |       |
|  |              |              |              |              |              |   |   | Club América | 3         | 0         | 3         |           |  |  |       |              |       |       |       |
|  |              |              | Monterrey    | 0            | 0            | 0 |   |              |           |           |           |           |  |  |       |              |       |       |       |
|  | 3            | Atlas        | Monterrey    | 0            | 0            | 0 | 1 | 0            | 1         |           |           |           |  |  |       |              |       |       |       |
|  | 3            | Atlas        |              |              |              |   | 1 | 0            | 1         |           |           |           |  |  |       |              |       |       |       |
|  | 6            | Monterrey    | 0            | 2            | 2            |   |   |              |           |           |           |           |  |  |       |              |       |       |       |
|  |              |              |              |              |              |   |   |              |           |           |           |           |  |  |       | Club América | 0     | 3     | 3     |
|  |              |              |              | Tigres UANL  | 1            | 0 | 1 |              |           |           |           |           |  |  |       |              |       |       |       |
|  | 2            | Tigres UANL  | 1            | 1            | 2            |   |   |              |           |           |           |           |  |  |       |              |       |       |       |
|  | 7            | Pachuca      | 1            | 1            | 2            |   |   |              |           |           |           |           |  |  |       |              |       |       |       |
|  | 7            | Pachuca      | 1            | 1            | 2            |   |   | Tigres UANL  | 0         | 0         | 0         |           |  |  |       |              |       |       |       |
|  |              |              |              |              |              |   |   | Tigres UANL  | 0         | 0         | 0         |           |  |  |       |              |       |       |       |
|  |              |              | Toluca       | 0            | 0            | 0 |   |              |           |           |           |           |  |  |       |              |       |       |       |
|  | 4            | Toluca       | Toluca       | 0            | 0            | 0 | 1 | 1            | 1         |           |           |           |  |  |       |              |       |       |       |
|  | 4            | Toluca       |              |              |              |   | 1 | 1            | 1         |           |           |           |  |  |       |              |       |       |       |
|  | 5            | Chiapas      | 1            | 1            | 1            |   |   |              |           |           |           |           |  |  |       |              |       |       |       |

### Ćwierćfinały
| 26 listopada 2014 | Pumas UNAM               | 1:0   | Club América |                                                                                              |
| 22:00             | Herrera 77'              | (0:0) |              | Estadio Olímpico Universitario m. Meksyk, Distrito Federal Sędzia: Fernando Guerrero Ramírez |
| 22:00             | 51' Arroyo · 90+1' Mares | (0:0) |              | Estadio Olímpico Universitario m. Meksyk, Distrito Federal Sędzia: Fernando Guerrero Ramírez |

| 29 listopada 2014 | Club América                            | 1:0   | Pumas UNAM                                 |                                                                          |
| 17:00             | Goltz 74'                               | (0:0) |                                            | Estadio Azteca m. Meksyk, Distrito Federal Sędzia: Roberto García Orozco |
| 17:00             | Molina 31' · Sambueza 53' · Aguilar 76' | (0:0) | 1' Palacios · 45' Van Rankin · 86' Cabrera | Estadio Azteca m. Meksyk, Distrito Federal Sędzia: Roberto García Orozco |

| 27 listopada 2014 | Monterrey  | 0:1   | Atlas                       |                                                                                  |
| 20:00             |            | (0:1) | 34' Caballero               | Estadio Tecnológico Monterrey, Nuevo León Sędzia: Luis Enrique Santander Aguirre |
| 20:00             | Juárez 34' | (0:1) | 25' Caballero · 83' Ramírez | Estadio Tecnológico Monterrey, Nuevo León Sędzia: Luis Enrique Santander Aguirre |

| 30 listopada 2014 | Atlas                    | 0:2   | Monterrey                    |                                                                            |
| 19:00             |                          | (0:1) | 31' (k.) Pabón · 69' Ramírez | Estadio Jalisco Guadalajara, Jalisco Sędzia: César Arturo Ramos Palazuelos |
| 19:00             | Venegas 30' · Millar 35' | (0:1) | 44' Zavala                   | Estadio Jalisco Guadalajara, Jalisco Sędzia: César Arturo Ramos Palazuelos |

| 26 listopada 2014 | Pachuca                        | 1:1   | Tigres UANL                                              |                                                                                     |
| 20:00             | Ayala 90+2' (sam.)             | (0:0) | 48' Guerrón                                              | Estadio Hidalgo Pachuca, Hidalgo Widzów: 21 296 Sędzia: Miguel Ángel Chacón Viveros |
| 20:00             | Nahuelpan 24' · Buonanotte 89' | (0:0) | 17' Dueñas · 43' Torres Nilo · 67' Ayala · 90+2' Álvarez | Estadio Hidalgo Pachuca, Hidalgo Widzów: 21 296 Sędzia: Miguel Ángel Chacón Viveros |

| 29 listopada 2014 | Tigres UANL                                                       | 1:1   | Pachuca                                                               |                                                                                 |
| 19:00             | Ayala 37'                                                         | (1:1) | 22' Nahuelpan                                                         | Estadio Universitario San Nicolás, Nuevo León Sędzia: Jorge Antonio Pérez Durán |
| 19:00             | Ayala 13' · Guerrón 31' · Guzmán 37' · Arévalo 83' · Dueñas 90+3' | (1:1) | 54' Herrera · 58' Hernández · 63' Gutiérrez · 84' Ayoví · 90' Salinas | Estadio Universitario San Nicolás, Nuevo León Sędzia: Jorge Antonio Pérez Durán |

| 27 listopada 2014 | Chiapas        | 1:1   | Toluca                                        |                                                                                 |
| 21:00             | Armenteros 68' | (0:1) | 45' Amione                                    | Estadio Víctor Manuel Reyna Tuxtla Gutiérrez, Chiapas Sędzia: Oscar Macías Romo |
| 21:00             | Vuoso 32'      | (0:1) | 33' Amione · 41' Rojas · 78' Ortiz · 90' Ríos | Estadio Víctor Manuel Reyna Tuxtla Gutiérrez, Chiapas Sędzia: Oscar Macías Romo |

| 30 listopada 2014 | Toluca                 | 1:1   | Chiapas                                  |                                                                          |
| 12:00             | Velázquez 14'          | (1:1) | 20' de la Torre                          | Estadio Nemesio Díez Toluca, Meksyk Sędzia: Paul Enrique Delgadillo Haro |
| 12:00             | Rojas 19' · Amione 68' | (1:1) | 8' Nava · 44' Armenteros · 89' Cervantes | Estadio Nemesio Díez Toluca, Meksyk Sędzia: Paul Enrique Delgadillo Haro |

### Półfinały
| 4 grudnia 2014 | Monterrey     | 0:3   | Club América                                   |                                                                                            |
| 21:00          |               | (0:2) | 32', 82' Mendoza · 36' (sam.) Velarde          | Estadio Tecnológico Monterrey, Nuevo León Widzów: 30 417 Sędzia: Fernando Guerrero Ramírez |
| 21:00          | Mier 12', 34' | (0:2) | 21' Mares · 41' Martínez · 69' Muñoz · 88' Rey | Estadio Tecnológico Monterrey, Nuevo León Widzów: 30 417 Sędzia: Fernando Guerrero Ramírez |

| 7 grudnia 2014 | Club América            | 0:0   | CF Monterrey |                                                                                         |
| 18:00          |                         | (0:0) |              | Estadio Azteca m. Meksyk, Distrito Federal Widzów: 52 842 Sędzia: Roberto García Orozco |
| 18:00          | Muñoz 28' · Peralta 29' | (0:0) | 19' Velarde  | Estadio Azteca m. Meksyk, Distrito Federal Widzów: 52 842 Sędzia: Roberto García Orozco |

| 4 grudnia 2014 | Toluca                       | 0:0   | Tigres UANL                                                          |                                                                                          |
| 19:00          |                              | (0:0) |                                                                      | Estadio Nemesio Díez Toluca, Meksyk Widzów: 16 483 Sędzia: César Arturo Ramos Palazuelos |
| 19:00          | da Silva 49' · Velázquez 84' | (0:0) | 14' Rivas · 44' Dueñas · 63' Guerrón · 76' Arévalo · 82' Torres Nilo | Estadio Nemesio Díez Toluca, Meksyk Widzów: 16 483 Sędzia: César Arturo Ramos Palazuelos |

| 7 grudnia 2014 | Tigres UANL                           | 0:0   | Toluca                                                       |                                                                                                   |
| 16:00          |                                       | (0:0) |                                                              | Estadio Universitario San Nicolás, Nuevo León Widzów: 41 010 Sędzia: Paul Enrique Delgadillo Haro |
| 16:00          | Pizarro 19' · Guerrón 77' · Gómez 85' | (0:0) | 5' Silva · 8', 90+2' Ortiz · 43', 90+3' Amione · 90' Benítez | Estadio Universitario San Nicolás, Nuevo León Widzów: 41 010 Sędzia: Paul Enrique Delgadillo Haro |

### Finał
| 11 grudnia 2014 | Tigres UANL              | 1:0   | Club América                                                                                      |                                                                                            |
| 20:30           | Guerrón 63'              | (0:0) |                                                                                                   | Estadio Universitario San Nicolás, Nuevo León Widzów: 41 603 Sędzia: Roberto García Orozco |
| 20:30           | Dueñas 40' · Guerrón 53' | (0:0) | 27' Peralta · 32' Martínez · 40' Molina · 67' Aguilar · 76' Guerrero · 90' Goltz · 90+1' Sambueza | Estadio Universitario San Nicolás, Nuevo León Widzów: 41 603 Sędzia: Roberto García Orozco |

| 14 grudnia 2014 | Club América                             | 3:0   | Tigres UANL                                                                                       |                                                                                 |
| 18:00           | Arroyo 36' · Aguilar 61' · Peralta 78'   | (1:0) |                                                                                                   | Estadio Azteca m. Meksyk, Distrito Federal Sędzia: Paul Enrique Delgadillo Haro |
| 18:00           | Sambueza 11' · Goltz 45+1' · Mendoza 79' | (1:0) | 4' Torres Nilo · 26' Dueñas · 38', 71' Guzmán · 60' Rivas · 63' Burbano · 66' Álvarez · 77' Villa | Estadio Azteca m. Meksyk, Distrito Federal Sędzia: Paul Enrique Delgadillo Haro |

Skład mistrza:
- Bramkarze: Moisés Muñoz (23/–20)
- Obrońcy: Pablo Aguilar (22/4), Paolo Goltz (22/1), Osmar Mares (20/0), Miguel Layún (17/6, kapitan), Paul Aguilar (17/1), Juan Carlos Valenzuela (13/0), Ventura Alvarado (7/0), Erik Pimentel (2/0), Gil Burón (1/0)
- Pomocnicy: Osvaldo Martínez (21/2), Jesús Molina (20/0), Rubens Sambueza (15/1), José Daniel Guerrero (14/0), Gonzalo Díaz (8/0), Moisés Velasco (6/0), José Antonio Madueña (1/0)
- Napastnicy: Oribe Peralta (23/9), Michael Arroyo (21/2), Luis Gabriel Rey (18/0), Luis Ángel Mendoza (17/3), Martín Zúñiga (8/0), Raúl Jiménez (4/4), Sergio Rodríguez (1/0), Alejandro Díaz (1/0)
- Trener: Antonio Mohamed

Uwaga

## Statystyki
| Lp | Zawodnik            | Klub          | Gole |
| -- | ------------------- | ------------- | ---- |
| 1  | Mauro Boselli       | León          | 12   |
| 1  | Camilo Sanvezzo     | Querétaro     | 12   |
| 3  | Dorlan Pabón        | Monterrey     | 11   |
| 4  | Ariel Nahuelpan     | Pachuca       | 9    |
| 4  | Darío Benedetto     | Tijuana       | 9    |
| 6  | Eduardo Herrera     | Pumas UNAM    | 8    |
| 6  | Pablo Velázquez     | Toluca        | 8    |
| 6  | Oribe Peralta       | Club América  | 8    |
| 9  | Miguel Layún        | Club América  | 6    |
| 9  | Emiliano Armenteros | Chiapas       | 6    |
| 9  | Javier Orozco       | Santos Laguna | 6    |
| 9  | Andrés Rentería     | Santos Laguna | 6    |

| Lp | Zawodnik               | Klub          | Asysty |
| -- | ---------------------- | ------------- | ------ |
| 1  | Carlos Darwin Quintero | Santos Laguna | 8      |
| 2  | Lucas Lobos            | Toluca        | 6      |
| 2  | Elías Hernández        | León          | 6      |
| 4  | Daniel Ludueña         | Pumas UNAM    | 5      |
| 4  | Rubens Sambueza        | Club América  | 5      |
| 4  | Michael Arroyo         | Club América  | 5      |
| 4  | Franco Arizala         | Chiapas       | 5      |
| 8  | Emiliano Armenteros    | Chiapas       | 4      |
| 8  | Joffre Guerrón         | Tigres UANL   | 4      |
| 8  | Dorlan Pabón           | Monterrey     | 4      |
| 8  | Juan Arango            | Tijuana       | 4      |
| 8  | Darío Benedetto        | Tijuana       | 4      |
| 8  | Oribe Peralta          | Club América  | 4      |

Źródło: MedioTiempo (hiszp.)

Uwaga

### Hat tricki
| Kolejka | Data             | Zawodnik        | Klub         | Wynik | Przeciwnik    | Gole                  |
| ------- | ---------------- | --------------- | ------------ | ----- | ------------- | --------------------- |
| 3.      | 2 sierpnia 2014  | Raúl Jiménez    | Club América | 4:0   | Puebla        | Gol · Gol · Gol       |
| 5.      | 16 sierpnia 2014 | Dorlan Pabón    | Monterrey    | 3:1   | Cruz Azul     | Gol · Gol · Gol       |
| 6.      | 23 sierpnia 2014 | Matías Alustiza | Pachuca      | 3:1   | Atlas         | Gol · Gol · Gol       |
| 10.     | 26 września 2014 | Miguel Layún    | Club América | 4:1   | Santos Laguna | Gol · Gol · Gol · Gol |

## Nagrody

### Tygodniowe
| 1          | Daniel Ludueña     | Pumas UNAM   | Andrés Rentería        | Santos Laguna | Carlos Felipe Rodríguez | Morelia       |
| 2          | Fernando Arce      | Guadalajara  | Enrique Esqueda        | Atlas         | Jonathan Orozco         | Monterrey     |
| 3          | Raúl Jiménez       | Club América | Rodrigo Millar         | Atlas         | Melitón Hernández       | Veracruz      |
| 4          | Ariel Nahuelpan    | Pachuca      | Daniel Villalva        | Veracruz      | Melitón Hernández       | Veracruz      |
| 5          | Dorlan Pabón       | Monterrey    | Carlos Darwin Quintero | Santos Laguna | Alfredo Talavera        | Toluca        |
| 6          | Matías Alustiza    | Pachuca      | Matías Alustiza        | Pachuca       | Jesús Corona            | Cruz Azul     |
| 7          | Hirving Lozano     | Pachuca      | Hirving Lozano         | Pachuca       | Oswaldo Sánchez         | Santos Laguna |
| 8          | Dante López        | Pumas UNAM   | Pablo Barrera          | Cruz Azul     | Alfredo Talavera        | Toluca        |
| 9          | Alfredo Moreno     | Tijuana      | Eduardo Herrera        | Pumas UNAM    | Federico Vilar          | Atlas         |
| 10         | Miguel Layún       | Club América | Joffre Guerrón         | Tigres UANL   | Melitón Hernández       | Veracruz      |
| 11         | Dorlan Pabón       | Monterrey    | Ronaldinho             | Querétaro     | Óscar Pérez             | Pachuca       |
| 12         | Ariel Nahuelpan    | Pachuca      | Mariano Pavone         | Cruz Azul     | Óscar Pérez             | Pachuca       |
| 13         | Juan Arango        | Tijuana      | Isaac Díaz             | Chiapas       | Melitón Hernández       | Veracruz      |
| 14         | Camilo Sanvezzo    | Querétaro    | Camilo Sanvezzo        | Querétaro     | Oscar Jiménez           | Chiapas       |
| 15         | Mauro Boselli      | León         | José Hibert Ruiz       | Morelia       | Alfredo Talavera        | Toluca        |
| 16         | Oribe Peralta      | Club América | Bruno Pires            | Chiapas       | Alejandro Palacios      | Pumas UNAM    |
| 17         | Eduardo Herrera    | Pumas UNAM   | David Cabrera          | Pumas UNAM    | Óscar Pérez             | Pachuca       |
| 1/4 finału | Dorlan Pabón       | Monterrey    | Luis Nery Caballero    | Atlas         | Moisés Muñoz            | Club América  |
| 1/2 finału | Luis Ángel Mendoza | Club América | Luis Ángel Mendoza     | Club América  | Nahuel Guzmán           | Tigres UANL   |

Źródło: MedioTiempo (hiszp.)

### Sezonowe
Nagrody za sezon Apertura 2014 przyznał jeden z najpopularniejszych dzienników sportowych w Meksyku – Récord, trzy dni po spotkaniu finałowym. Piłkarzem sezonu wybrano Meksykanina Miguela Layúna, obrońcę Club América. Oprócz poniższych nagród wyróżniono również najlepszy mecz sezonu; ta nagroda przypadła konfrontacji 16. kolejki Toluki z Américą (2:2). Wyjątkowo nie przyznano natomiast wyróżnień dla najpiękniej grającej drużyny i najlepszego sędziego, argumentując to odpowiednio: najniższą od osiemnastu lat liczbą goli w sezonie oraz obniżeniem poziomu sędziowania i zamiarem zbojkotowania przez grono sędziów ostatniej kolejki regularnego sezonu.

#### Jedenastka sezonu
| Bramkarz                  | Obrońcy | Pomocnicy | Napastnicy                                       |
| ------------------------- | --- | --- | ------------------------------------------------ |
| Alfredo Talavera (Toluca) | Miguel Layún (Club América) Francisco Rodríguez (Cruz Azul) Paolo Goltz (Club América) Paul Aguilar (Club América) | Rubens Sambueza (Club América) Egidio Arévalo (Tigres UANL) Joffre Guerrón (Tigres UANL) Emiliano Armenteros (Chiapas) | Camilo Sanvezzo (Querétaro) Mauro Boselli (León) |

#### Wyróżnienia indywidualne
- Piłkarz sezonu:  Miguel Layún (Club América)
- Odkrycie sezonu:  Jordan Silva (Toluca)
- Rewelacja sezonu:  Camilo Sanvezzo (Querétaro)
- Powrót sezonu:  Ariel Nahuelpan (Pachuca)
- Trener sezonu:  Antonio Mohamed (Club América)
- Najlepszy sędzia: wakat
- Gol sezonu:  Matías Alustiza (Pachuca, vs Atlas, 23 sierpnia 2014, 6. kolejka)
- Parada sezonu:  Nahuel Guzmán (Tigres UANL, vs Monterrey, 25 października 2014, 14. kolejka)